# Sitopayan
Sitopayan is een bestuurslaag in het regentschap Padang Lawas Utara van de provincie Noord-Sumatra, Indonesië. Sitopayan telt 433 inwoners (volkstelling 2010).